# Atlanta-Fulton County Stadium
Das Atlanta-Fulton County Stadium bestand von 1965 bis 1996 in Atlanta, Georgia, USA. Es beherbergte vielfältige Sportaktivitäten, insbesondere für Baseball, American Football, Fußball sowie Rockkonzerte und andere Großveranstaltungen. Durch den Bau des Olympiastadions (das als Turner Field bekannt war und inzwischen zum College-Football Stadium umgebaut wurde) unmittelbar neben dem Atlanta-Fulton County Stadium für die Olympischen Spiele 1996 wurde es nicht mehr benötigt und 1997 abgerissen. Heute befindet sich auf dem Areal ein Parkplatz des Turner Field.
Zunächst als Atlanta Stadium bezeichnet, wurde es 1965 fertiggestellt, um für den Umzug der neu angesiedelten Atlanta Braves von Milwaukee als Team der National League in der Major League Baseball bereitzustehen; dieser Umzug verzögerte sich allerdings aufgrund von Klagen aus Milwaukee um ein Jahr, so dass das Stadion zunächst nicht adäquat genutzt wurde. Außer den Braves wurde in Atlanta noch mit den Atlanta Falcons (1966) ein NFL-Team und den Atlanta Chiefs (1967) ein Fußball (Soccer)-Team angesiedelt, die ihre Heimspiele in diesem Stadion austrugen.
1976 wurde das Stadion umbenannt, um an die Finanzierung durch das Fulton County zu erinnern. Die letzten Großereignisse in dem Stadion waren die Baseballwettbewerbe bei den Olympischen Spielen 1996 sowie drei Spiele der World Series 1996, das Finale der US-amerikanischen Baseball-Ligen. Das Fassungsvermögen betrug 1996 52.000 Zuschauer.

## Galerie

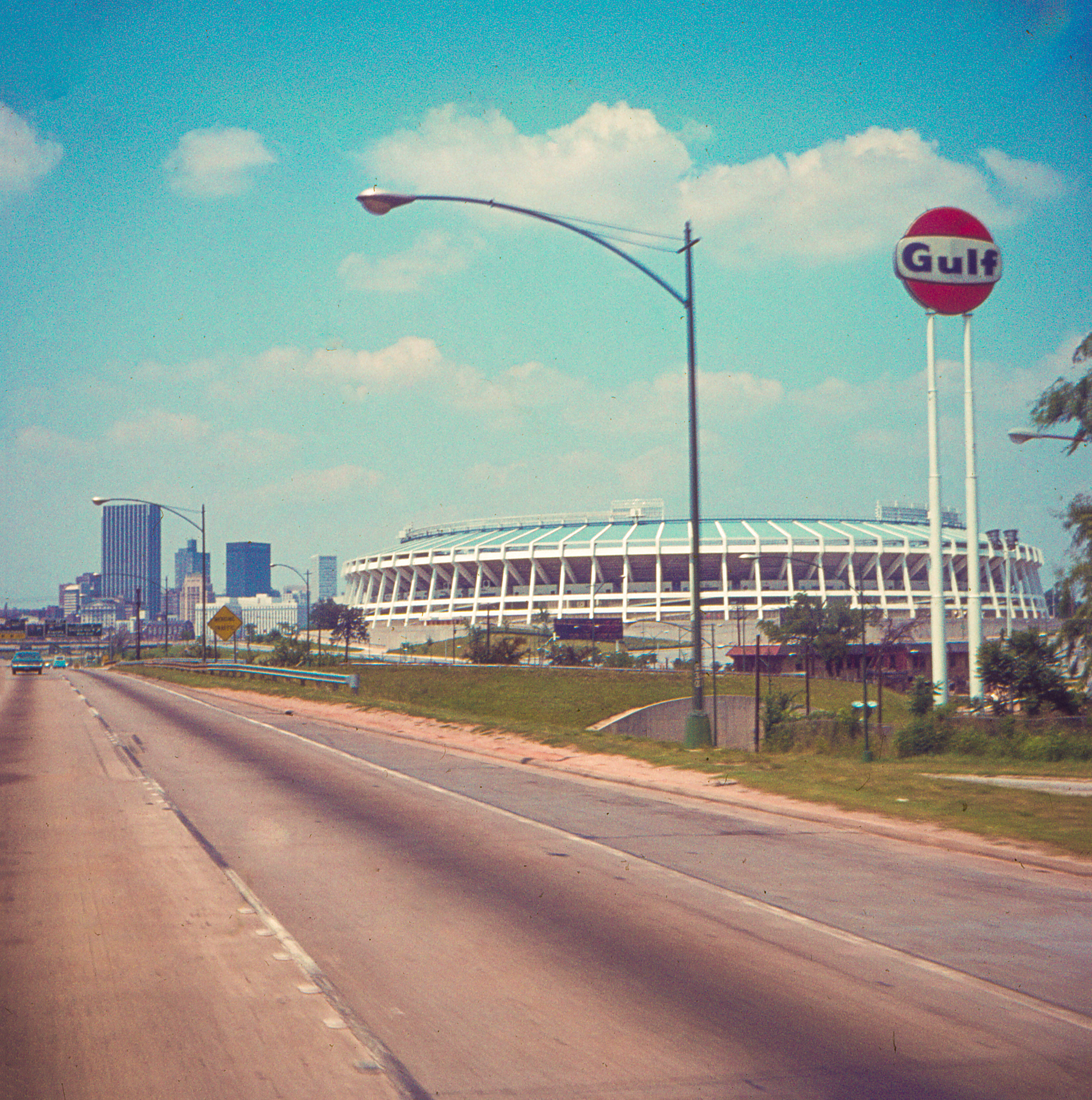
Ansicht im Juli 1971
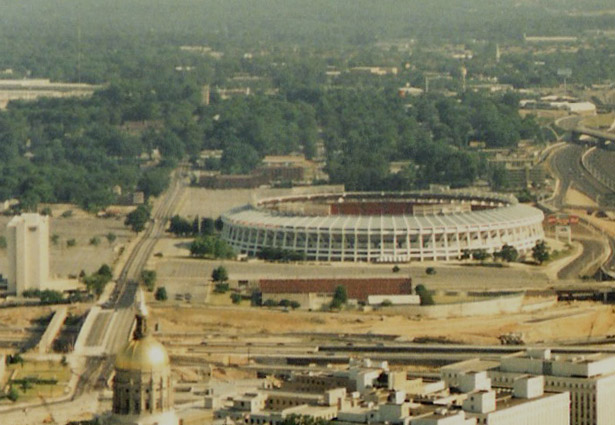
Luftbild des Stadiumareals
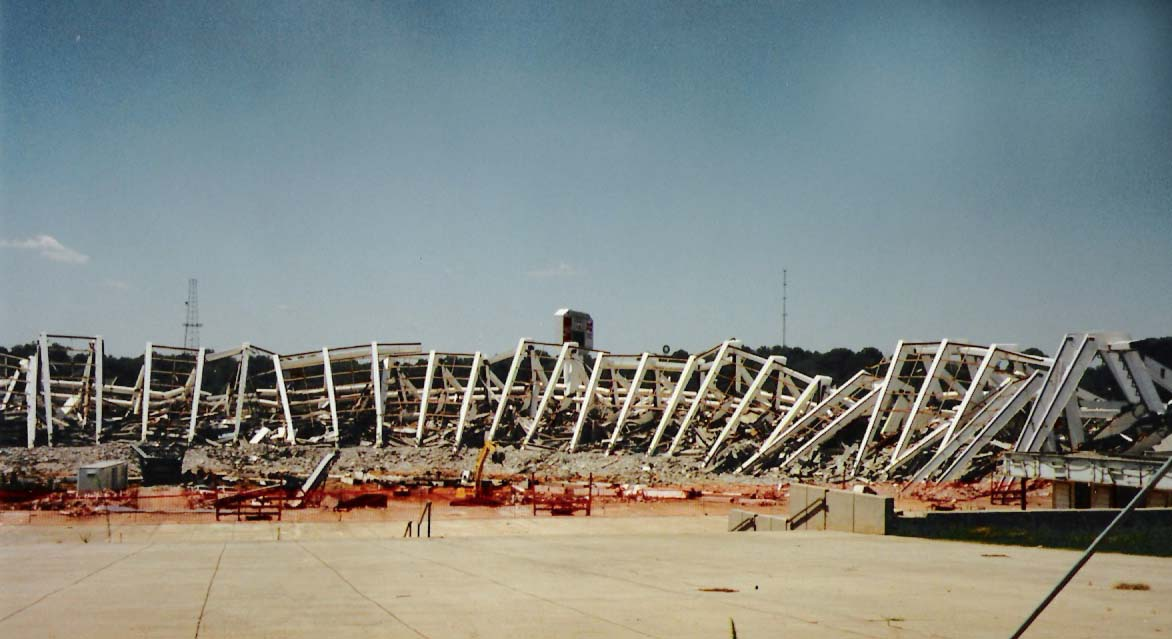
Abbruch
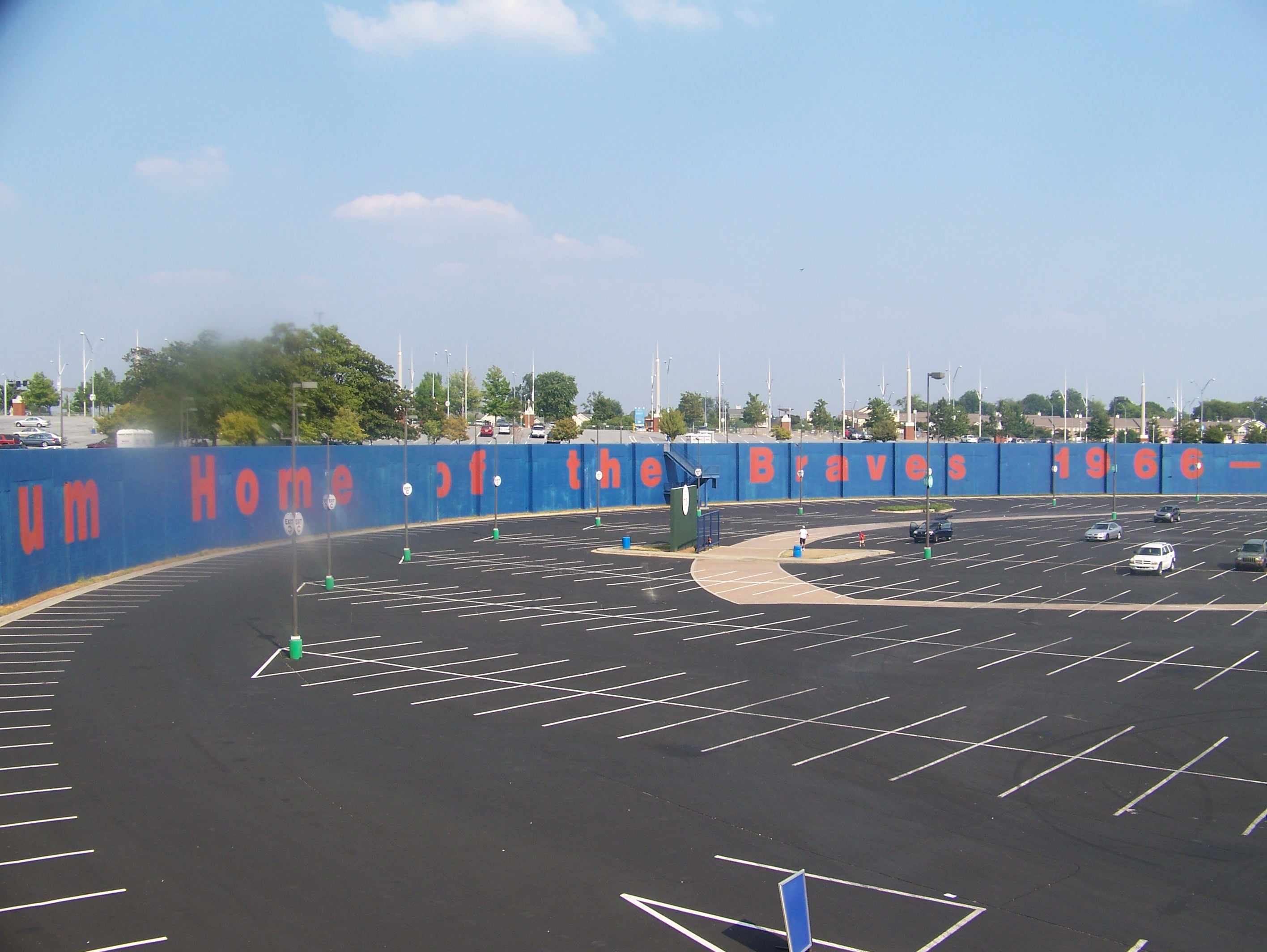
Der Parkplatz